# Rāmnagar, Bihar
Rāmnagar är en ort i Indien.   Den ligger i distriktet Pashchim Champāran och delstaten Bihar, i den nordöstra delen av landet, 700 km öster om huvudstaden New Delhi. Rāmnagar ligger 100 meter över havet och antalet invånare är 43 497.
Terrängen runt Rāmnagar är mycket platt. Runt Rāmnagar är det ganska tätbefolkat, med 248 invånare per kvadratkilometer. Det finns inga andra samhällen i närheten. Trakten runt Rāmnagar består till största delen av jordbruksmark.